# Cantone di La Crau
Il cantone di La Crau è una divisione amministrativa dell'arrondissement di Tolone.
A seguito della riforma complessiva dei cantoni del 2014 è passato da 4 a 6 comuni.

## Composizione
Prima della riforma del 2014, il territorio era diviso in tre comuni  e una frazione cantonale non comunale, frutto dello smembramento, in fasi successive, del comune di Hyères: La Crau divenne autonoma nel 1853, Carqueiranne nel 1894 e La Londe-les-Maures nel 1901. Questi tre comuni appartenevano, assieme a un quartiere settentrionale della città di Hyères, a un'unica entità amministrativa cantonale, pur non presentandosi in contiguità territoriale: La Crau e Carqueirranne, infatti, si trovano a Ovest di Hyères, mentre La Londe è sita a Est.
Dal 2015 comprende parte della città di Hyères e i comuni di:
- Bormes-les-Mimosas
- La Crau
- Le Lavandou
- La Londe-les-Maures
- Rayol-Canadel-sur-Mer